# Географія Таїланду
Таїланд — південносхідноазійська країна, що лежить на південно-східному краї континенту, на півострові Індокитай . Загальна площа країни 513 120 км² (51-ше місце у світі), з яких на суходіл припадає 510 890 км², а на поверхню внутрішніх вод — 2 230 км². Площа країни приблизно на 20 % менша за площу України. 

## Назва
Офіційна назва — Королівство Таїланд, Таїланд (тай. ประเทศไทย — Патет Таї). Назва країни походить від етноніму тайців з додаванням англійського слова «ленд» на означення землі, країни. Тобто назва країни перекладається як Земля тайців. Тайські вчені виводять етнонім від слова «тай» (тай. ไทย), що означає свободу. Колишня, до 23 червня 1939 року і у 1945–1949 роках, назва Сіам (тай. สยาม). Слово, ймовірно, походить від індійського топоніма Суварна-бхумі (палі शुभर्नभुमि, що може перекладатись як Золота земля. Слово «сама» (палі सम) мовою палі означає різні відтінки кольорів, найчастіше коричневого або жовтого, але іноді зеленого або чорного кольору, тому топонім може перекладатись і як Земля темношкірих.

## Географічне положення
Таїланд — південносхідноазійська країна, що межує з чотирма іншими країнами: на сході — з Камбоджею (спільний кордон — 817 км) і Лаосом (1845 км), на заході — з М'янмою (2416 км), на півдні — з Малайзією (595 км). Загальна довжина державного кордону — 5673 км. Таїланд на південному сході омивається водами Сіамської (Тайської) затоки Тихого океану; на південному заході — Андаманського моря Індійського океану. Загальна довжина морського узбережжя 3219 км.

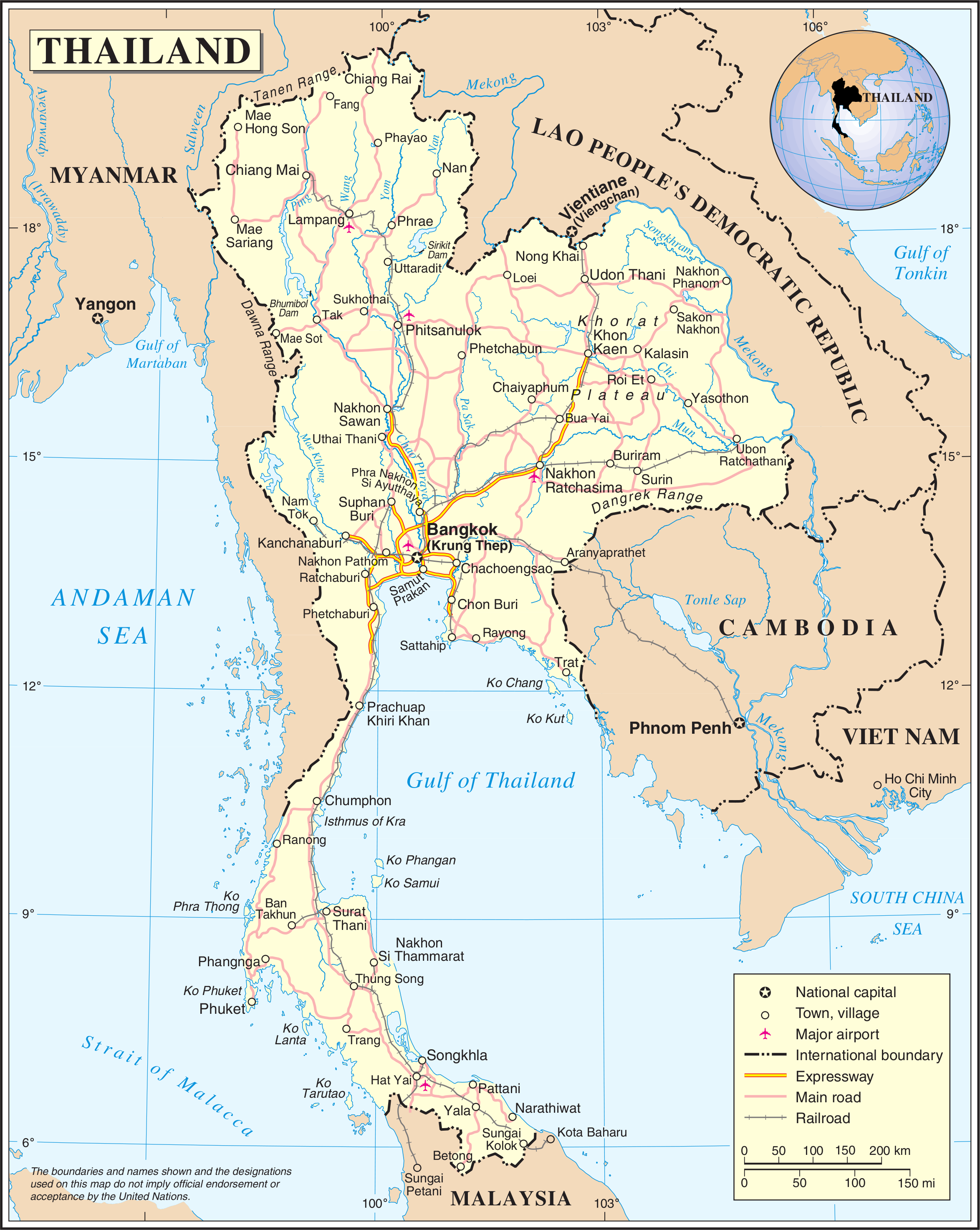
Карта Таїланду від ООН (англ.)
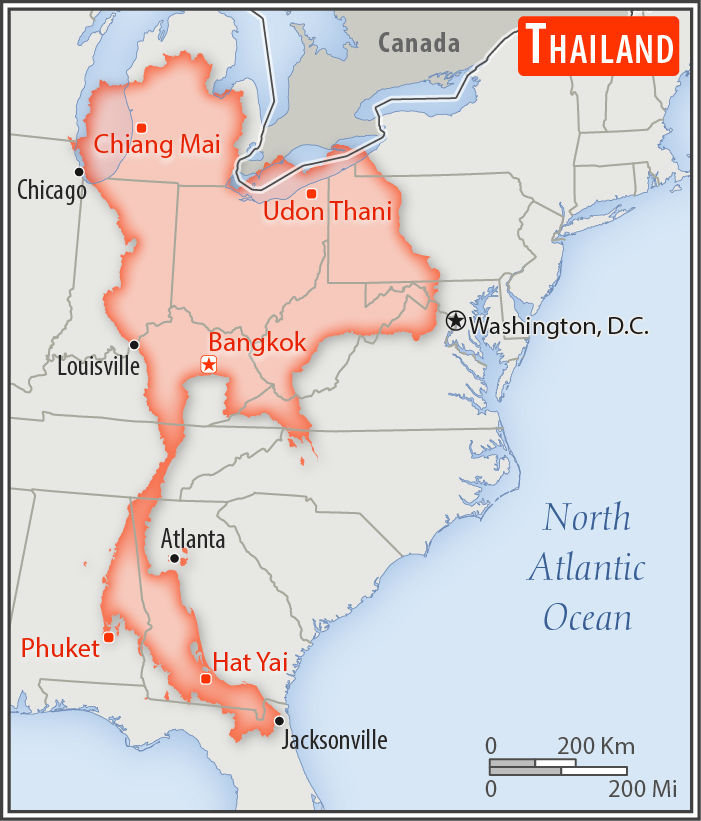
Порівняння розмірів території Таїланду та США

Згідно з Конвенцією Організації Об'єднаних Націй з морського права (UNCLOS) 1982 року, протяжність територіальних вод країни встановлено в 12 морських миль (22,2 км). Виключна економічна зона встановлена на відстань 200 морських миль (370,4 км) від узбережжя. Континентальний шельф — до глибин 200 м.

### Час
Час у Таїланді: UTC+7 (+5 годин різниці часу з Києвом).

## Геологія

### Корисні копалини
Надра Таїланду багаті на ряд корисних копалин: олово, природний газ, вольфрам, тантал, свинець, гіпс, буре вугілля, флюорит.

## Рельєф
Середні висоти — 287 м; найнижча точка — рівень вод Тайської затоки (0 м); найвища точка — гора Доїнтанон (2576 м). За особливостями рельєфу Таїланд прийнято поділяти на п'ять географічних районів: Північне нагір'я, Центральна рівнина, плато Корат, південний схід і перешийок Кра.

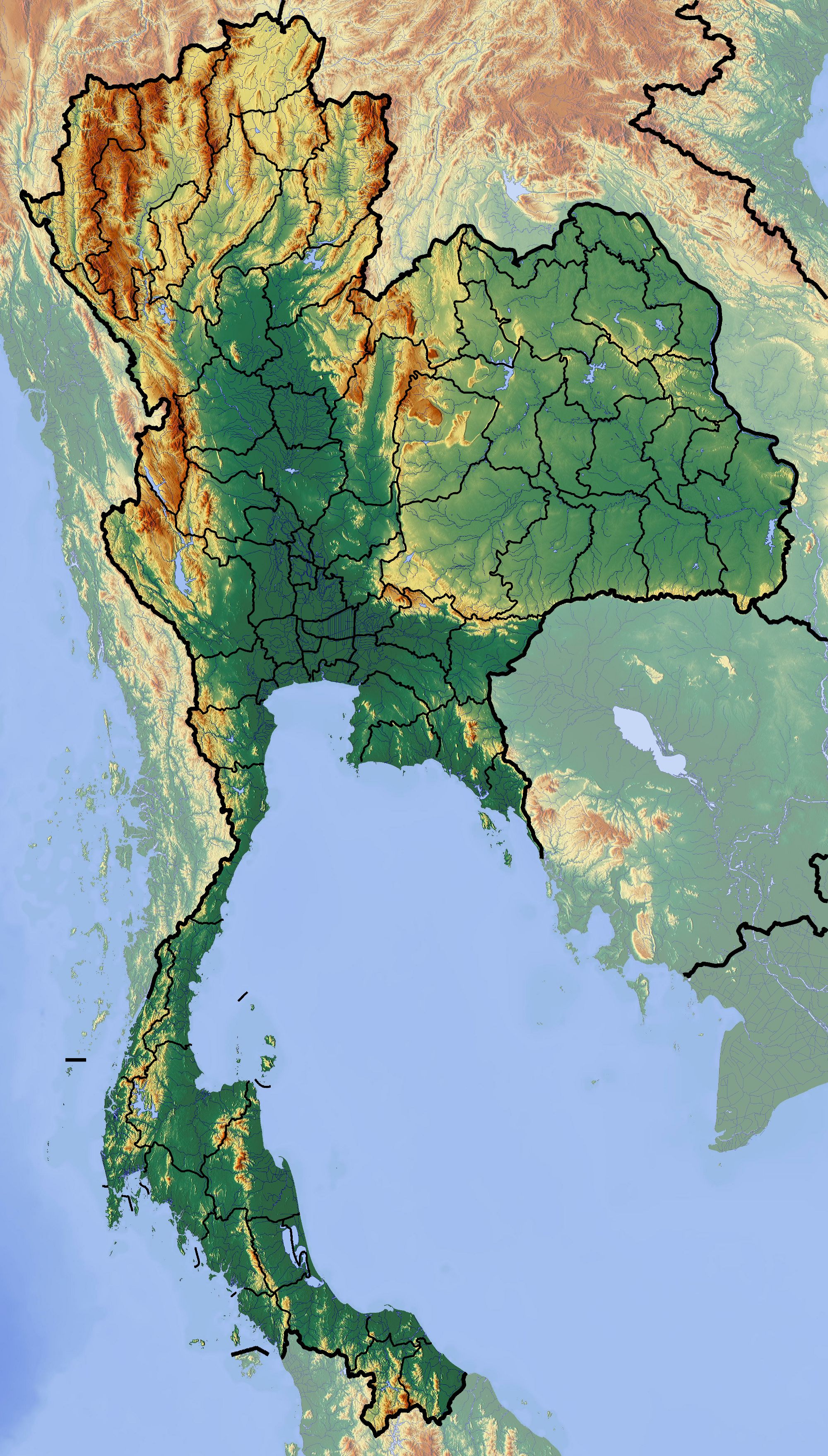
Рельєф Таїланду
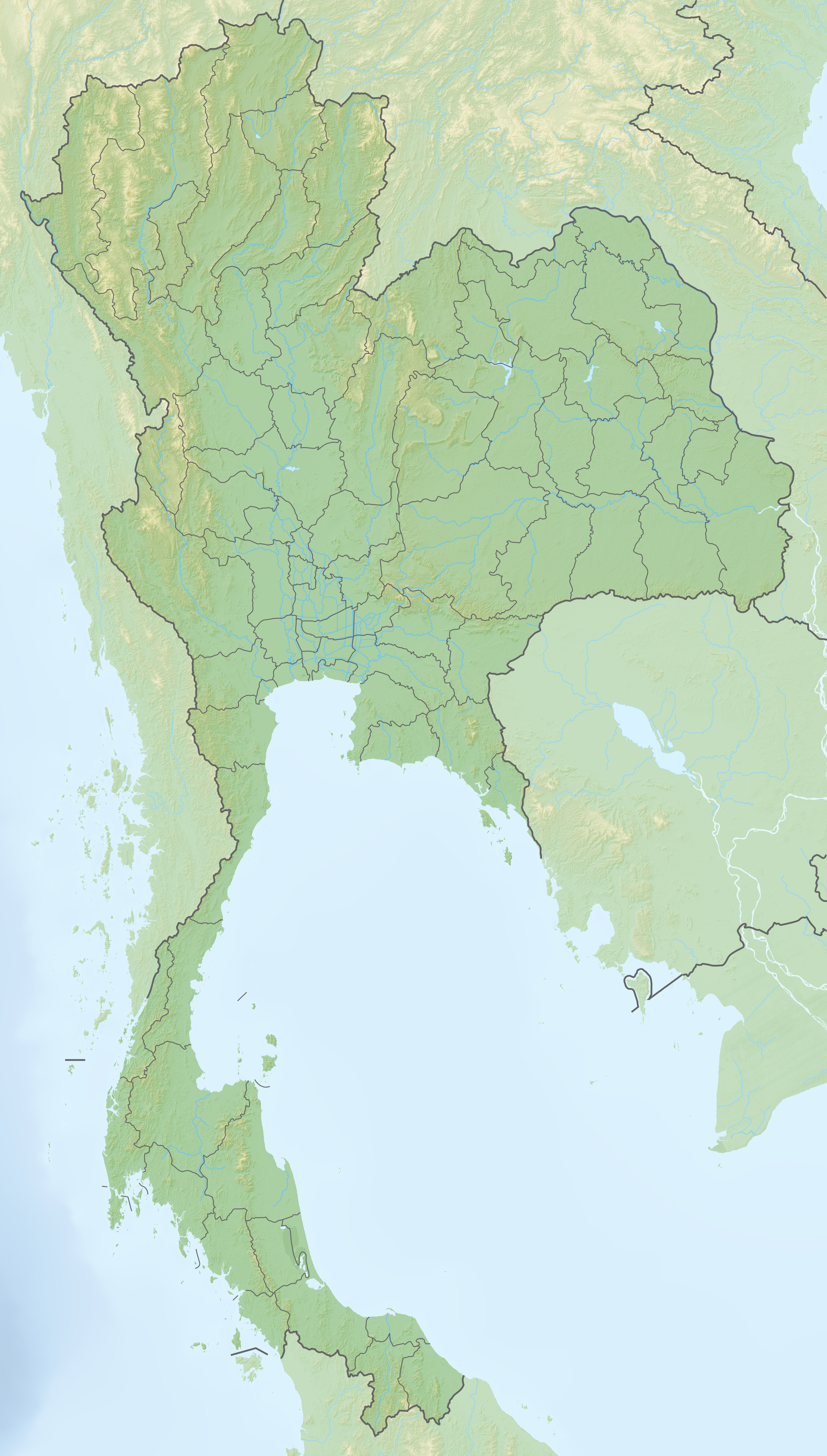
Рельєф Таїланду
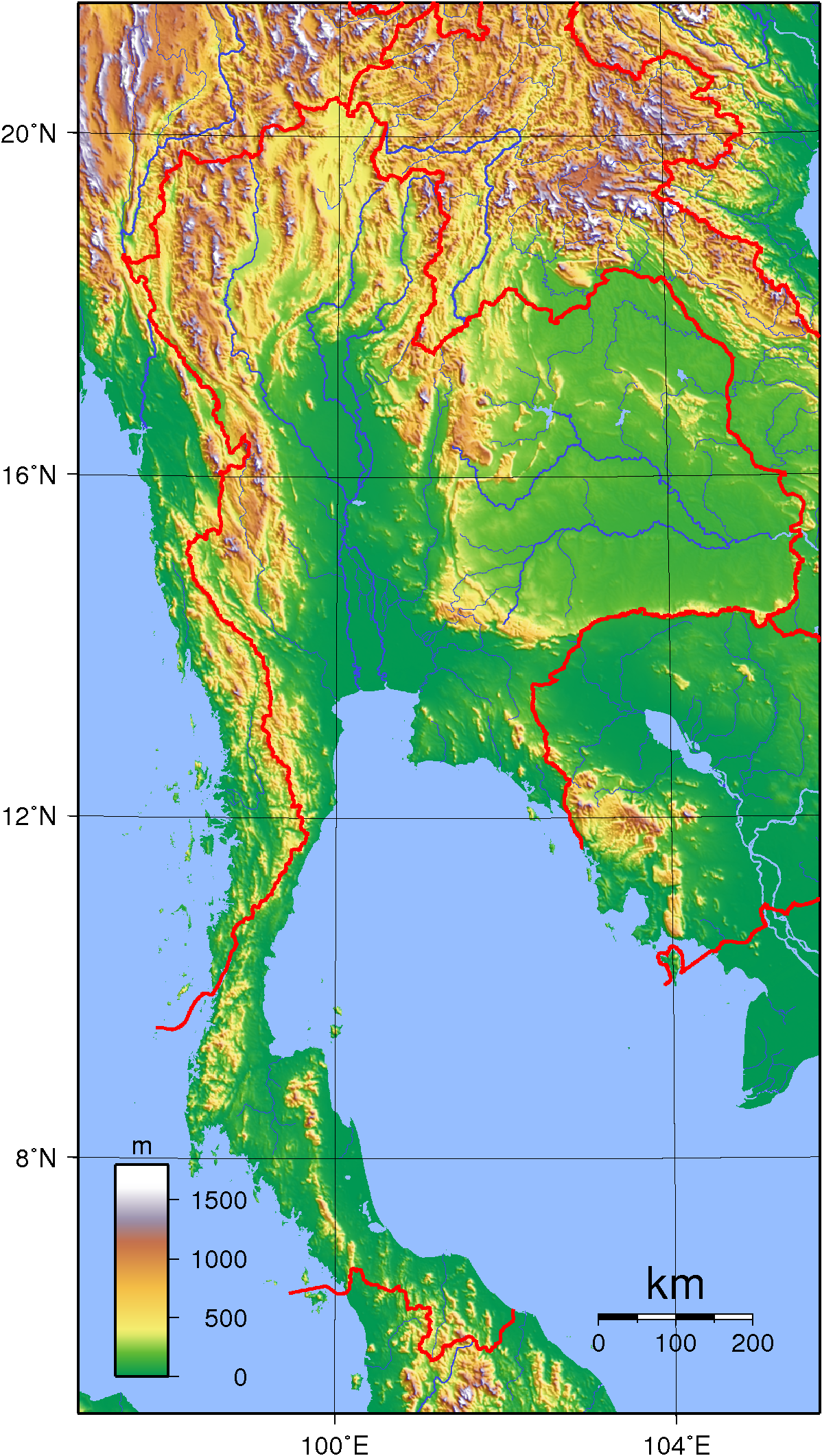
Гіпсометрична карта Таїланду
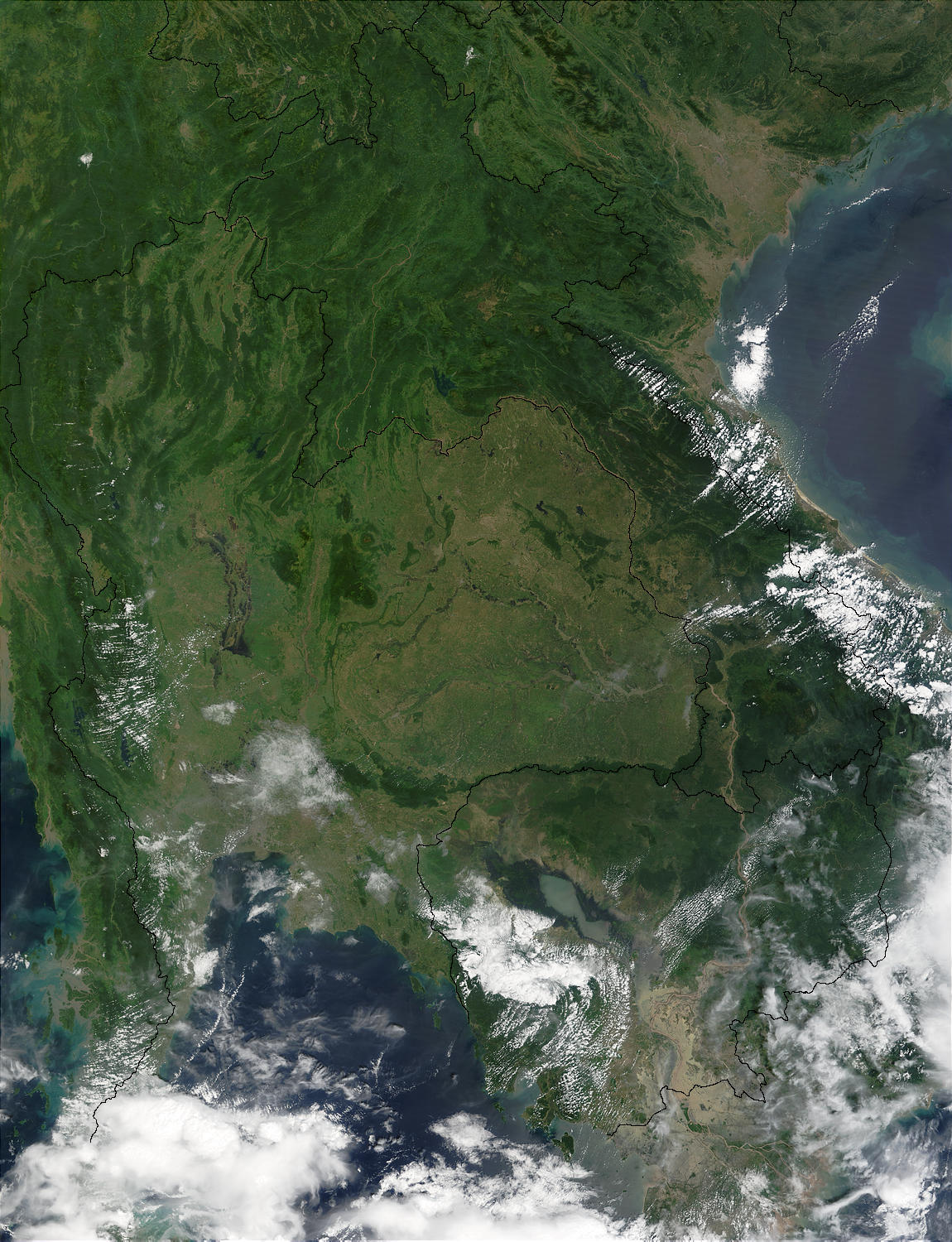
Супутниковий знімок поверхні країни
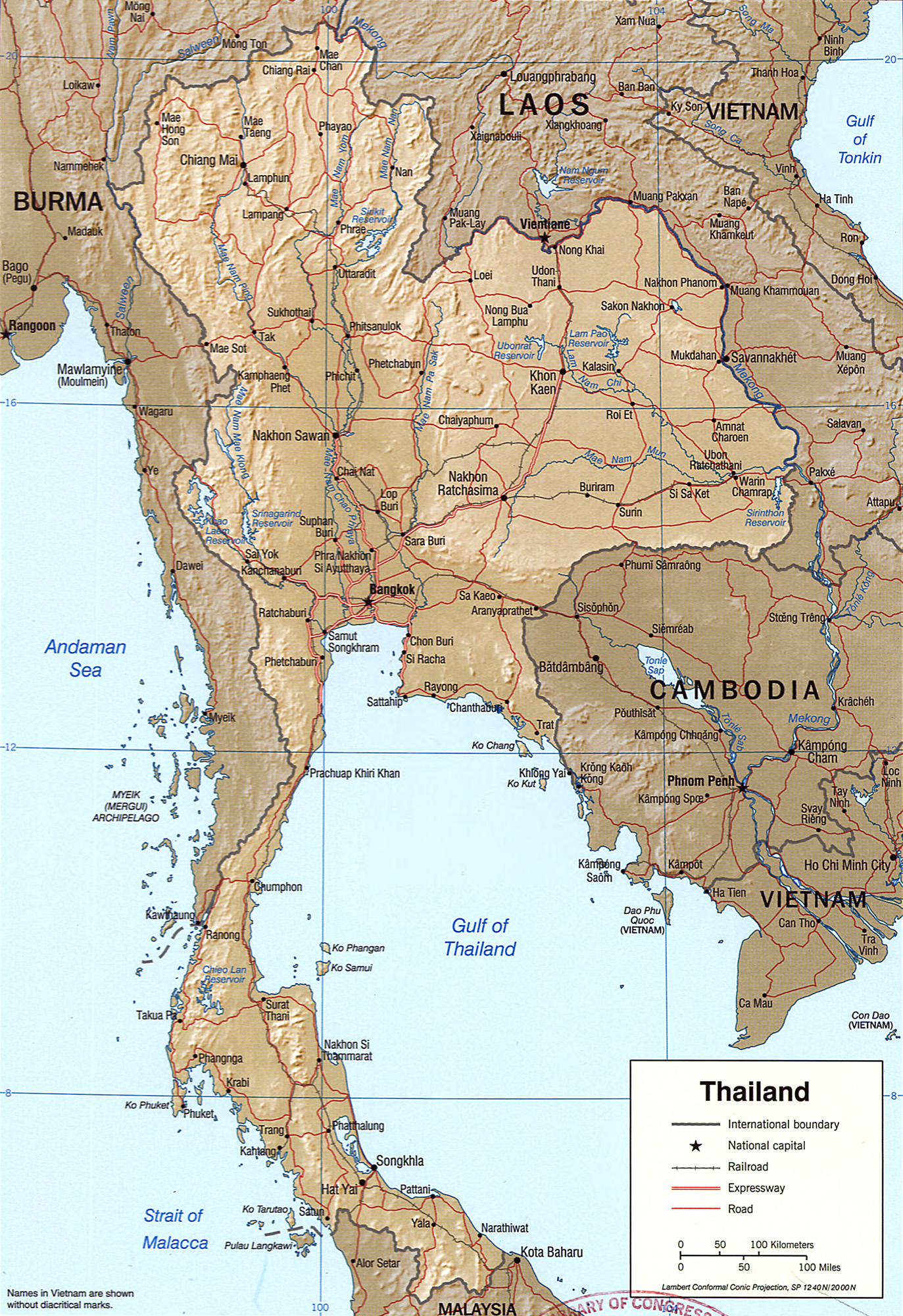
Карта країни (англ.)

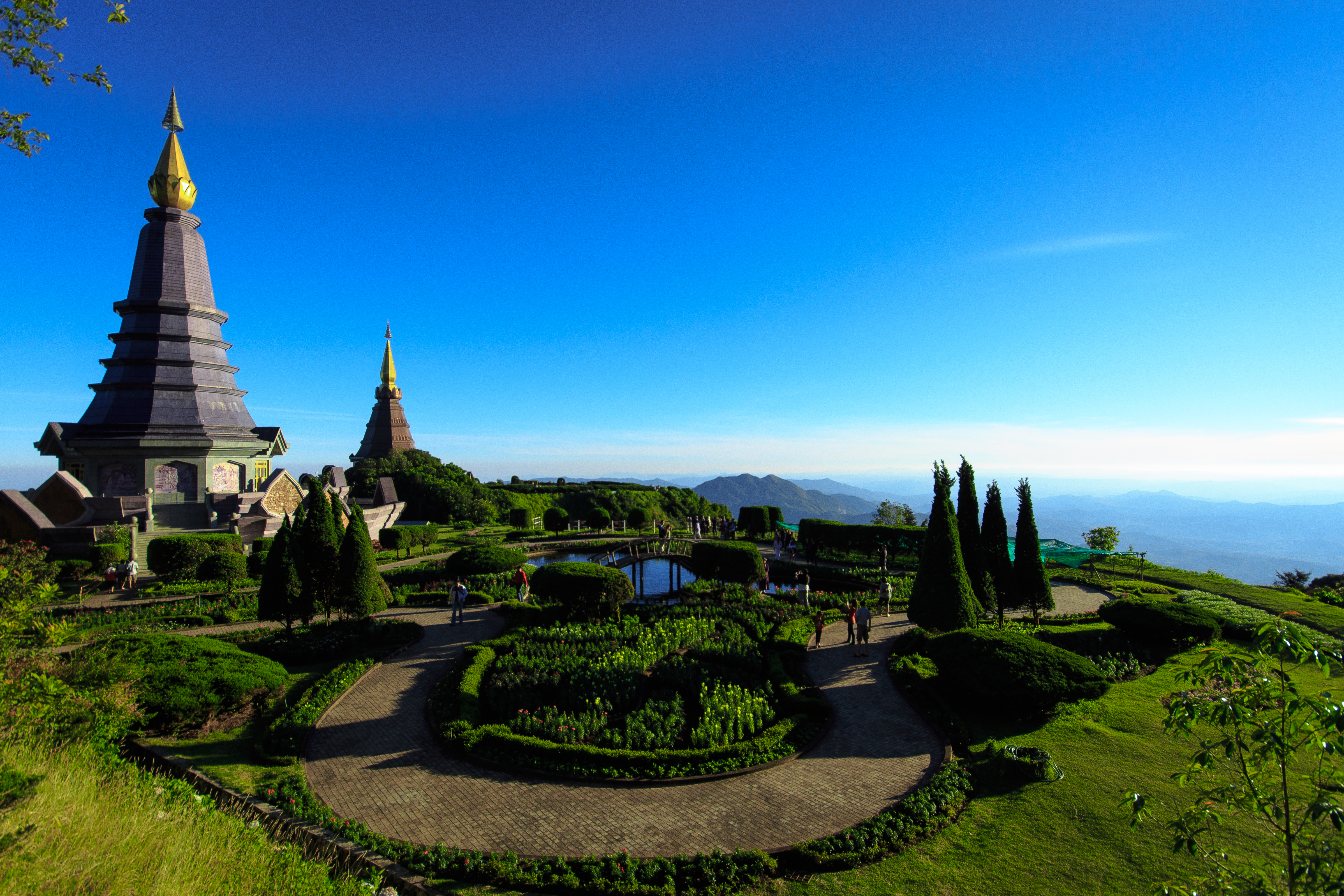
Вершина гори Доїнтанон
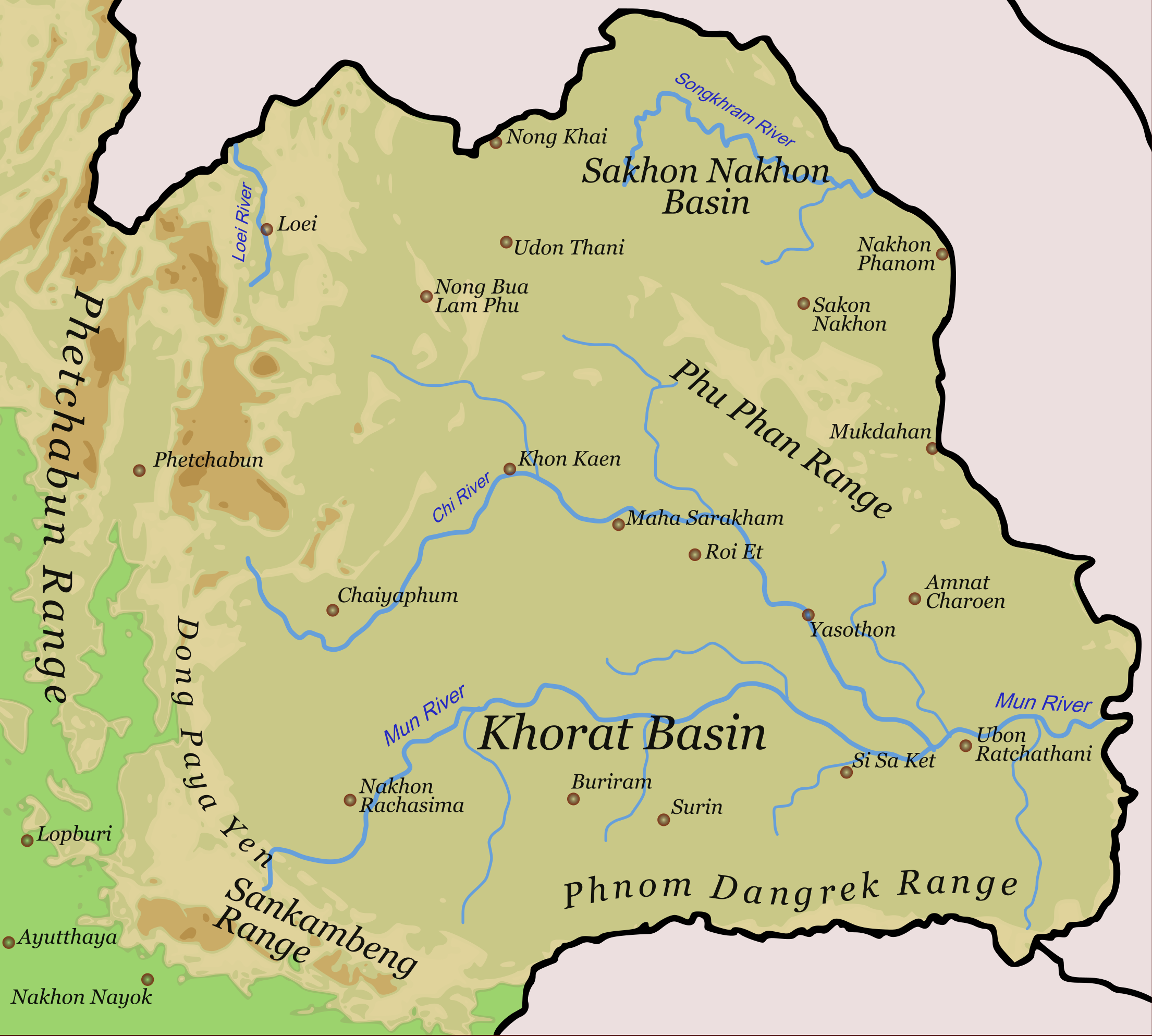
Карта плато Корат
Орографія Північного нагір'я

## Клімат
Територія Таїланду лежить у субекваторіальному кліматичному поясі. Влітку переважають екваторіальні повітряні маси, взимку — тропічні. Влітку вітри дмуть від, а взимку до екватора. Сезонні амплітуди температури повітря незначні, зимовий період не набагато прохолодніший за літній. Проте, мають місце аномальні сплески температури навколишнього середовища. Так, 7 травня 2023 року влада Таїланду повідомила про рекордну температуру 44,6 °C в західній провінції Мак. Зволоження достатнє, у літньо-осінній період з морів та океанів часто надходять руйнівні тропічні циклони (тайфуни), вдалині від моря взимку може відзначатись більш сухий сезон.

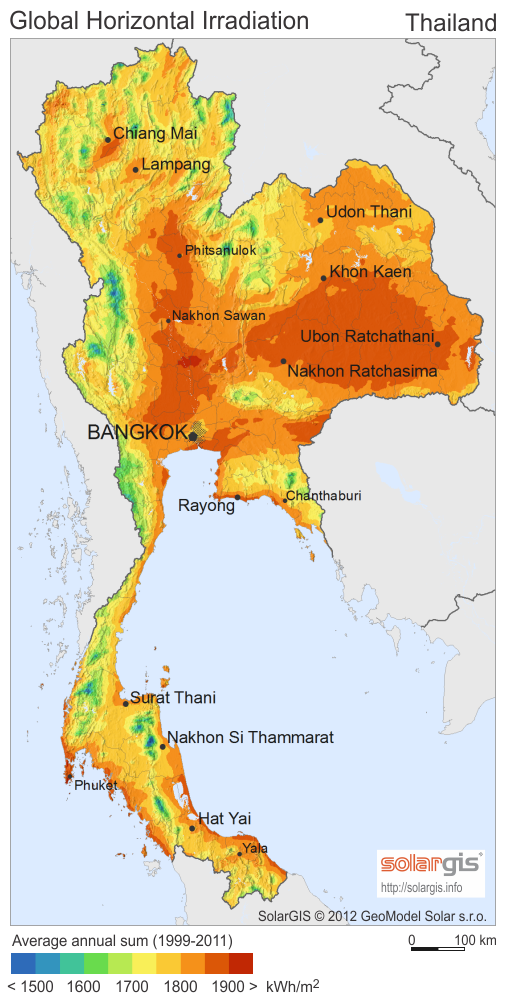
Сонячна радіація (англ.)
Кліматична карта Таїланду (за Кеппеном)

Таїланд є членом Всесвітньої метеорологічної організації (WMO), в країні ведуться систематичні спостереження за погодою.

## Внутрішні води
Загальні запаси відновлюваних водних ресурсів (ґрунтові і поверхневі прісні води) становлять 438,6 км³. Станом на 2012 рік в країні налічувалось 64,15 тис. км² зрошуваних земель.

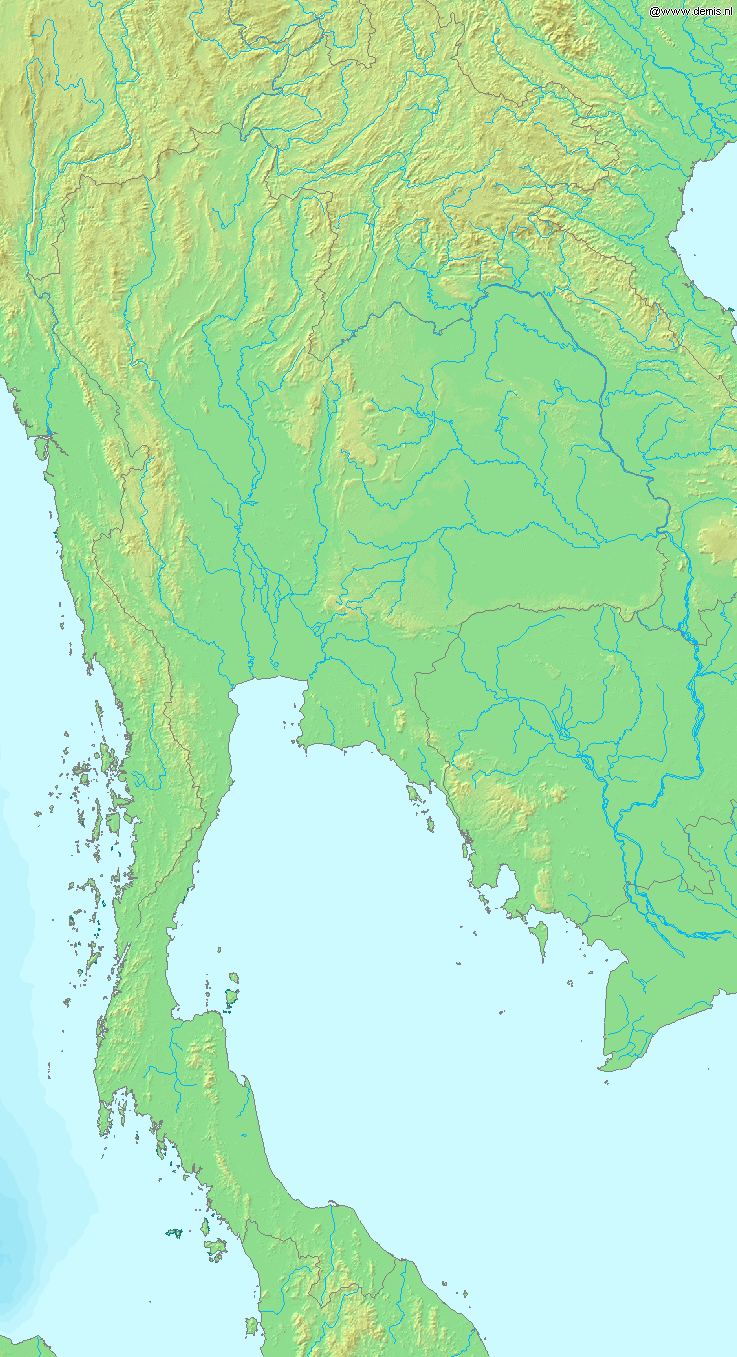
Гідрографічна мережа Таїланду
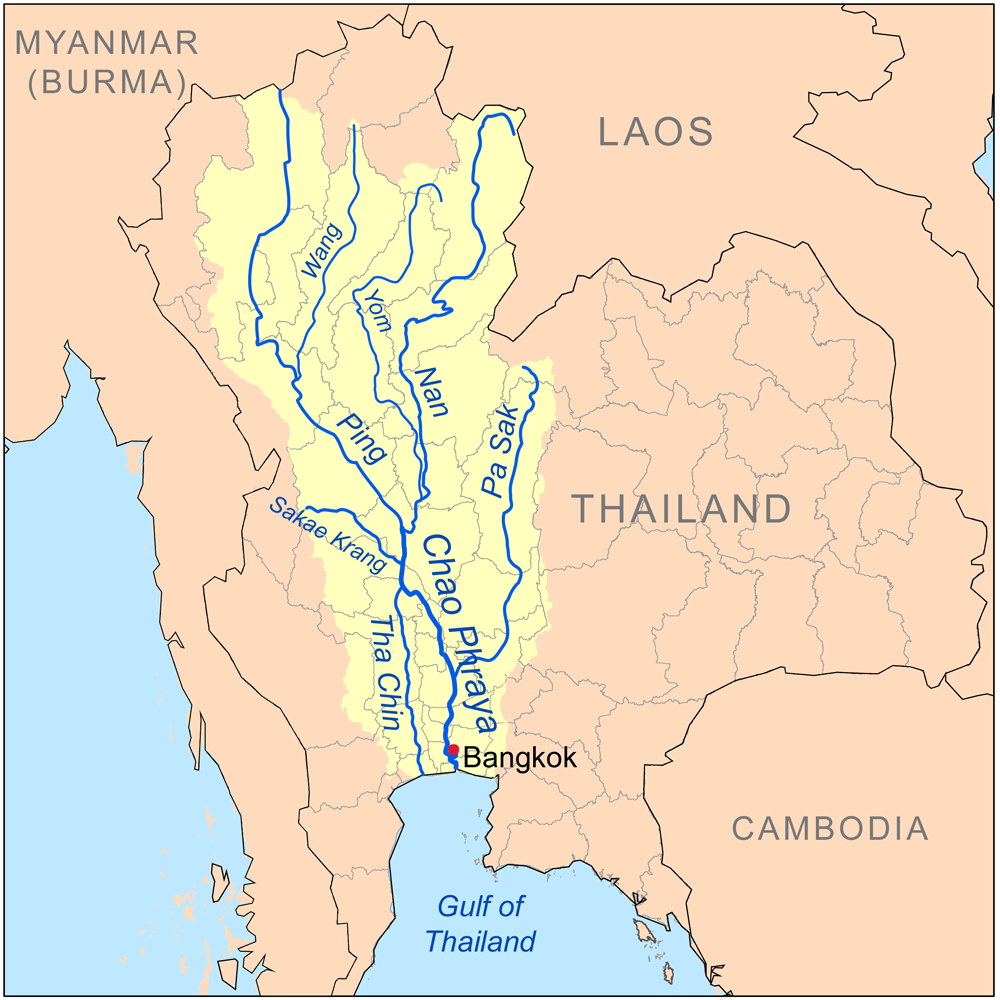
Сточище Менаму
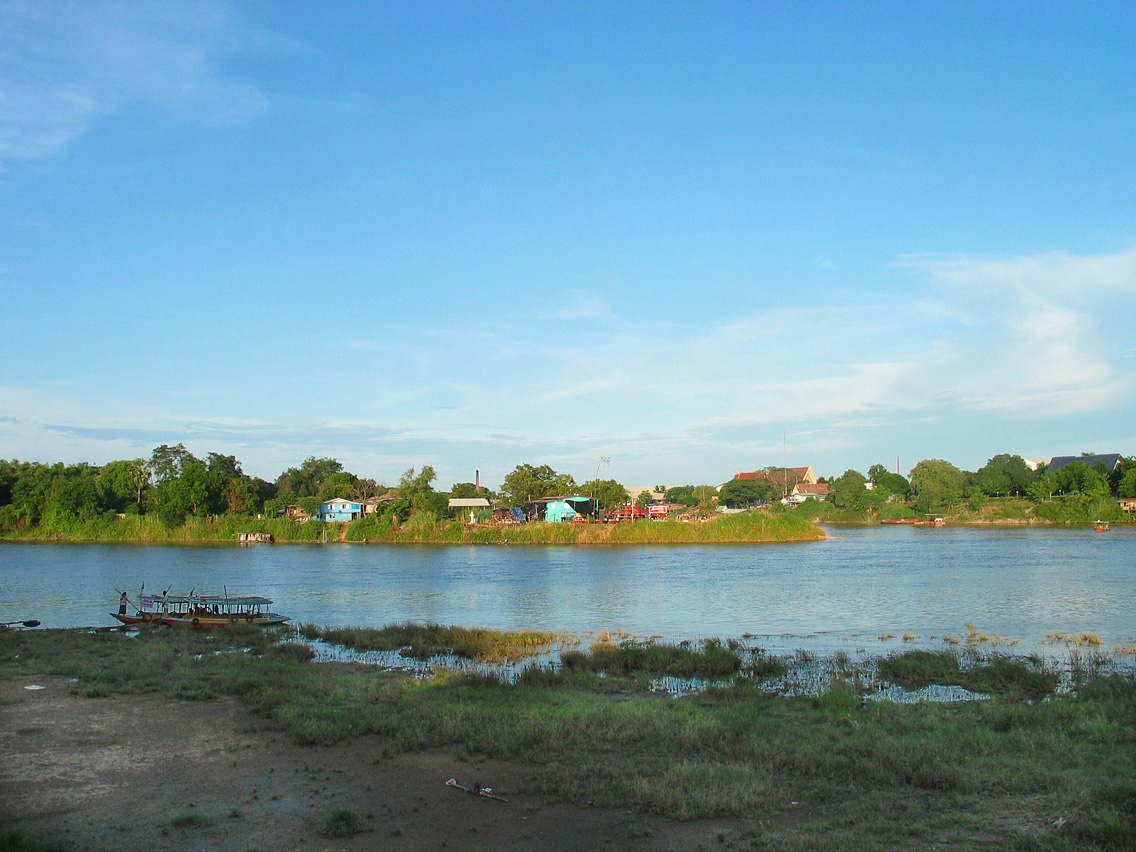
Річка Менам
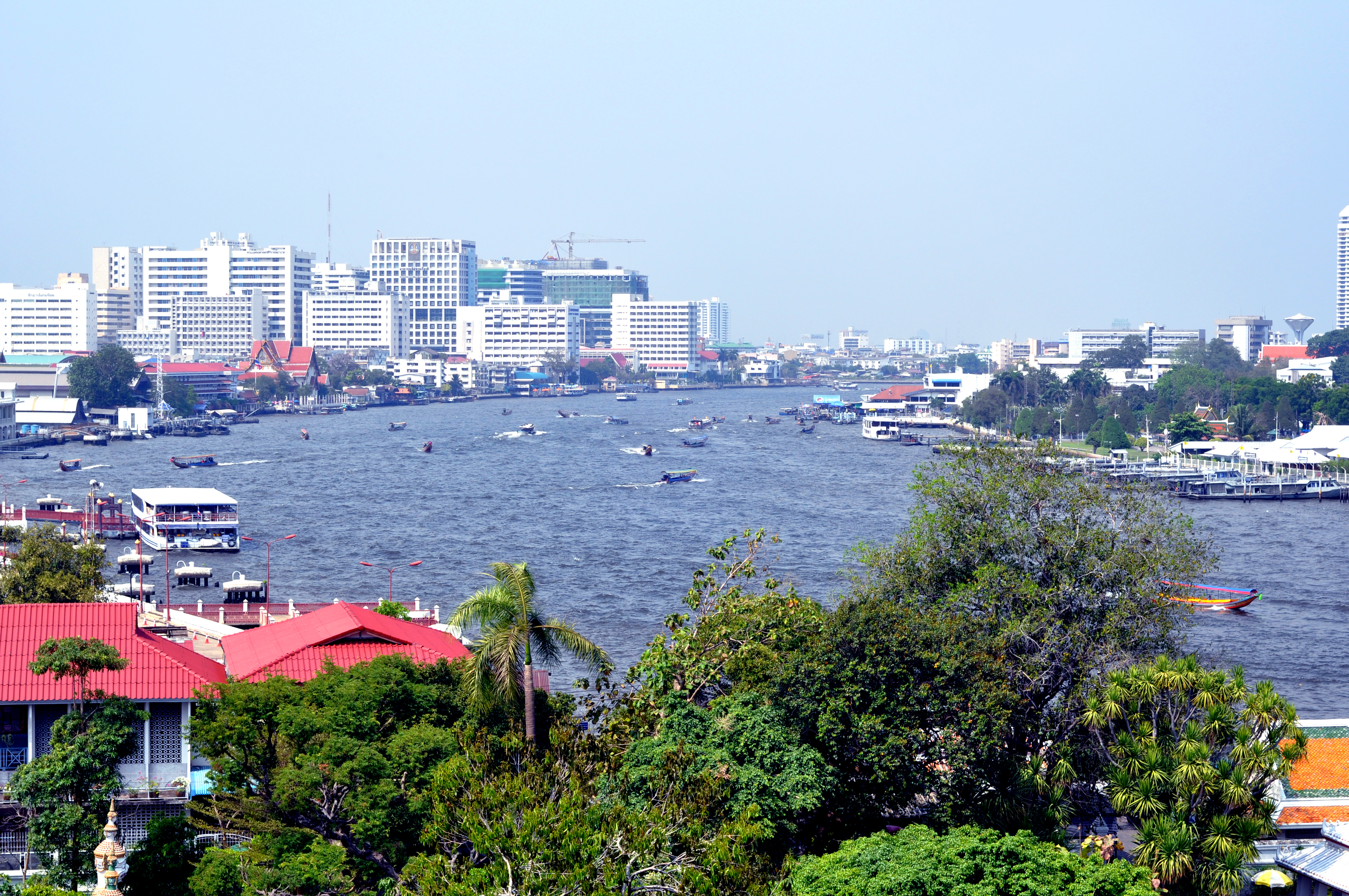
Річка Менам у Бангкоці
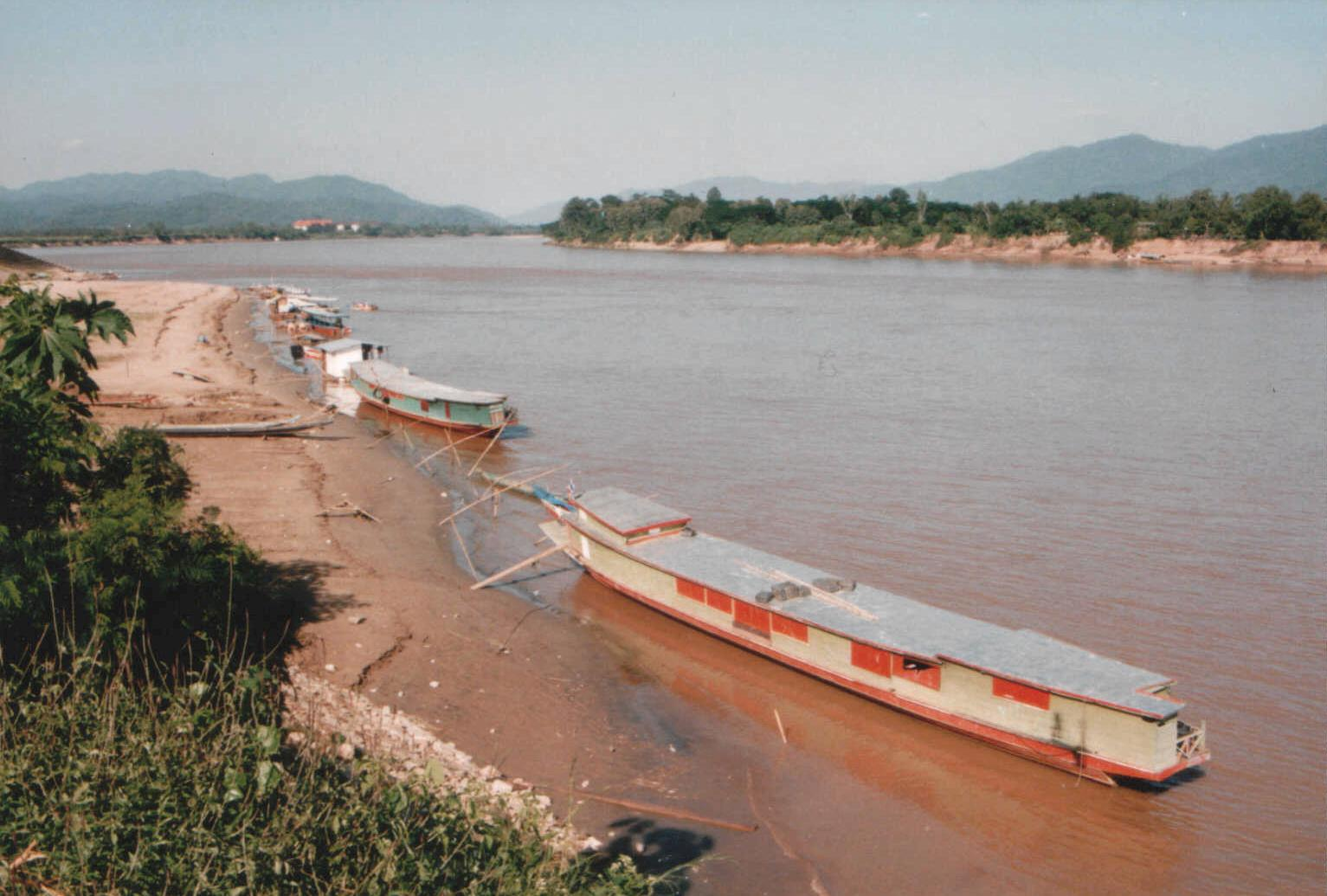
Річка Меконг на тайсько-лаоському кордоні
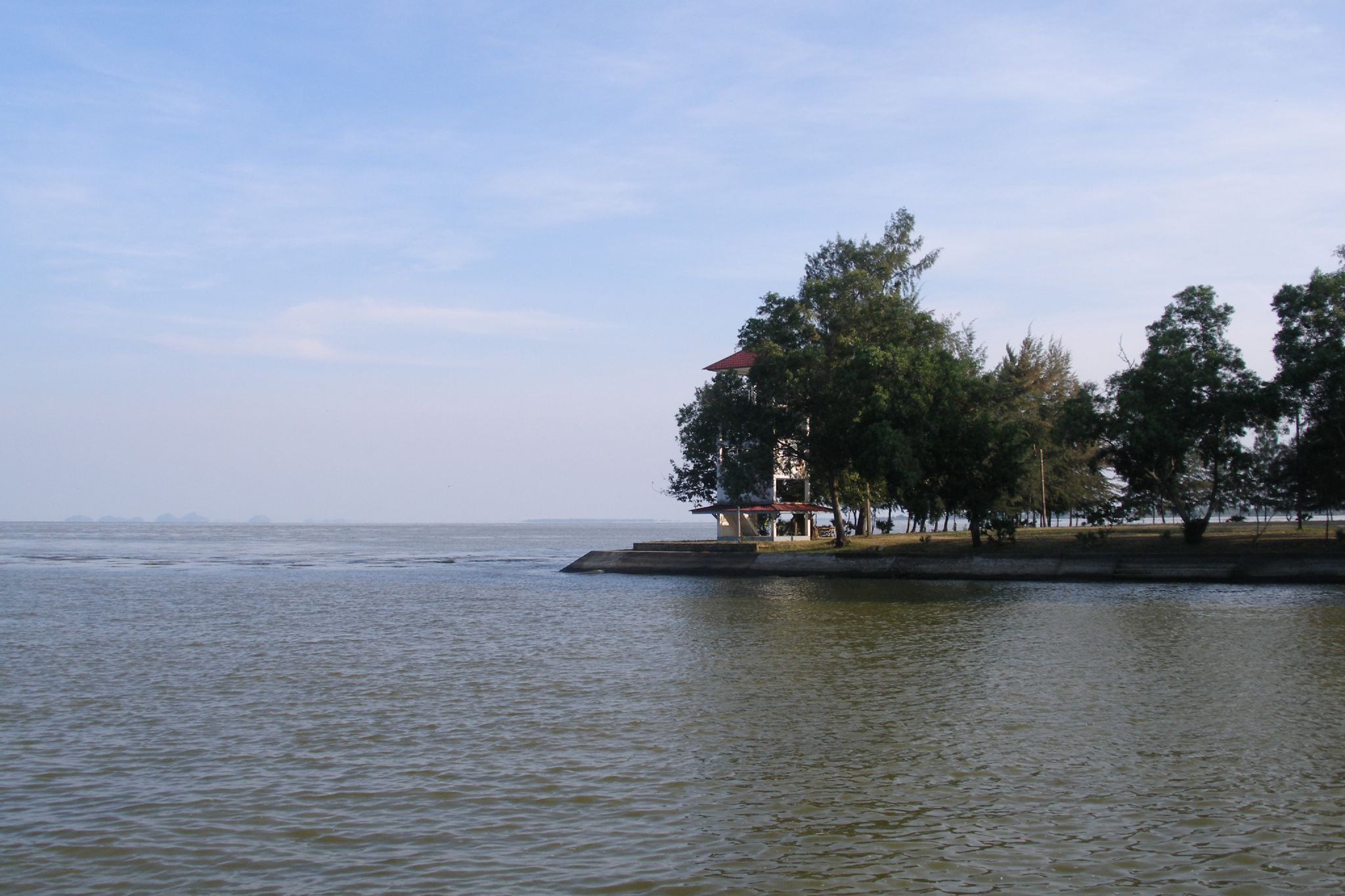
Озеро Тхалелуанг (Сонгкхла)

### Річки
Річки країни належать басейну Тихого океану. Найбільші річки: Менам-Чао-Прая на Менамській рівнині, Меконґ на кордоні з Лаосом.

## Рослинність
Земельні ресурси Таїланду (оцінка 2011 року):
- придатні для сільськогосподарського обробітку землі — 41,2 %,
  - орні землі — 30,8 %,
  - багаторічні насадження — 8,8 %,
  - землі, що постійно використовуються під пасовища — 1,6 %;
- землі, зайняті лісами і чагарниками — 37,2 %;
- інше — 21,6 %[1].

## Тваринний світ
Ззоогеографічно територія країни належить до Індо-малайської області, більша частина до Індокитайської провінції Індійсько-Індокитайської підобласті, крайній південь — Зондської провінції Малайської підобласті.

## Охорона природи

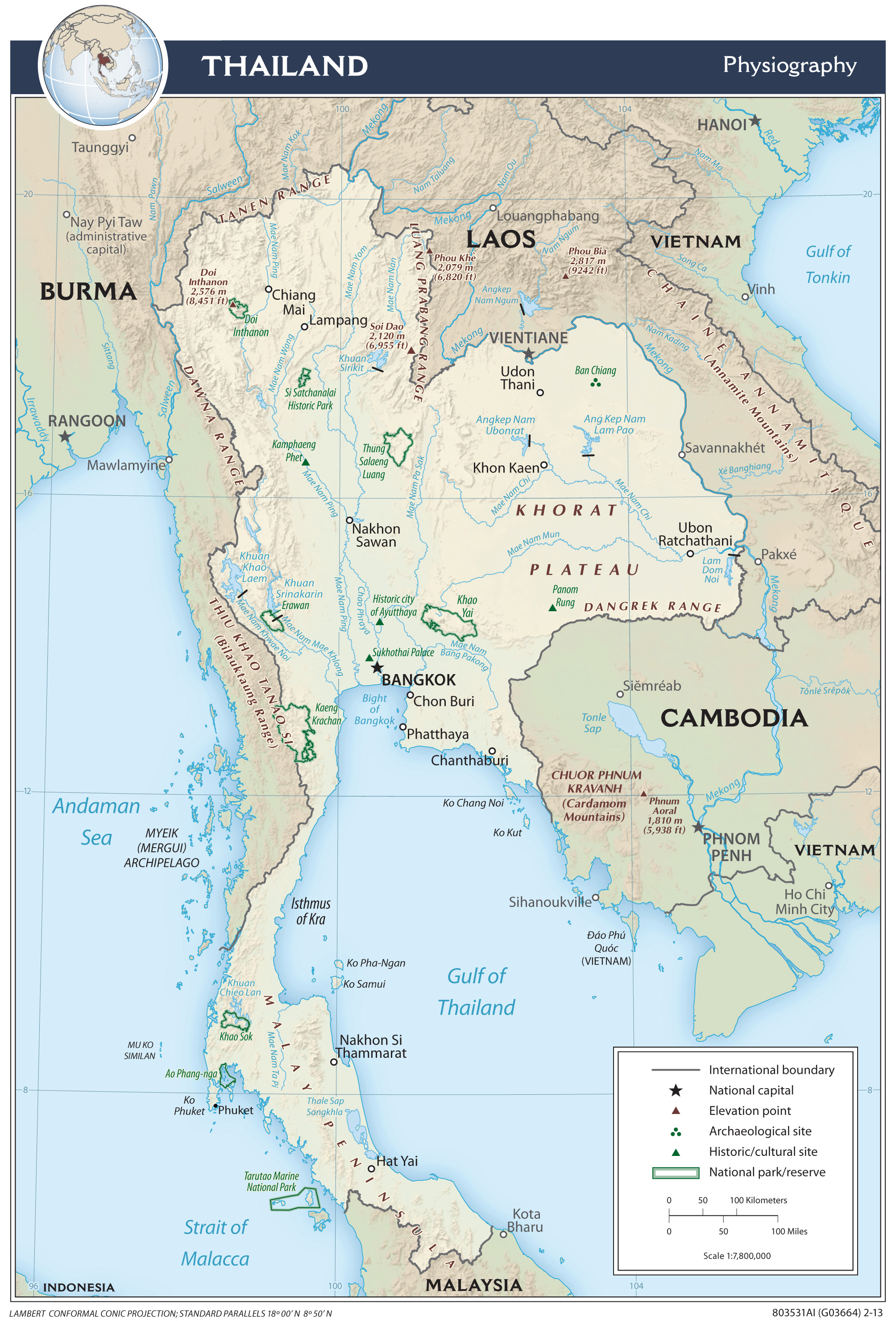
Карта природоохоронних територій Таїланду

Таїланд є учасником ряду міжнародних угод з охорони навколишнього середовища:
- Конвенції про біологічне різноманіття (CBD),
- Рамкової конвенції ООН про зміну клімату (UNFCCC),
- Кіотського протоколу до Рамкової конвенції,
- Конвенції ООН про боротьбу з опустелюванням (UNCCD),
- Конвенції про міжнародну торгівлю видами дикої фауни і флори, що перебувають під загрозою зникнення (CITES),
- Базельської конвенції протидії транскордонному переміщенню небезпечних відходів,
- Конвенції з охорони морських живих ресурсів,
- Монреальського протоколу з охорони озонового шару,
- Міжнародної угоди про торгівлю тропічною деревиною 1983 і 1994 років,
- Рамсарської конвенції із захисту водно-болотних угідь[13].

Урядом країни підписані, але не ратифіковані міжнародні угоди щодо: міжнародного морського права.

## Стихійні лиха та екологічні проблеми
На території країни спостерігаються небезпечні природні явища і стихійні лиха: осідання ґрунту під столицею країни внаслідок потужного відбору підземних вод на потреби міста; посухи.
Серед екологічних проблем варто відзначити:
- забруднення повітря транспортними засобами;
- забруднення вод побутовими і промисловими стоками;
- знеліснення;
- ерозію ґрунтів;
- браконьєрство.

## Фізико-географічне районування
У фізико-географічному відношенні територію Таїланду можна розділити на 6 районів, що відрізняються один від одного рельєфом, кліматом, рослинним покривом:
- Північне нагір'я складається з субмеридіонально орієнтованих високих гірських хребтів, складених вапняками. Тут лежить найвища точка країни, гора Інтханон (2600 м). На сході цього району — велике нагір'я Фіпаннам з середніми висотами 1100—1200 м. Південніше гори знижуються і поступаються місцем рівнинам.
- Хребет Танентаунджі простягається вздовж західного кордону з М'янмою.
- Центральна рівнина займає велику частину країни, простягається з півночі на південь на 400 км, а із заходу на схід на 200 км. Вона складена алювіальними відкладами річок Чаупхрая, Меконґ, Бангпаконґ та ін.
- Плато Корат на північному сході має хвилясту поверхню із середніми висотами 185 м, обрамоване низькими горами Донгпхраяфай на заході, Санкампхенг і Дангрек на півдні. Плато тягнеться із заходу на схід на 400 км і дренується річками басейну Мун, правої притоки Меконґа; по самому Меконґу проходить кордон Таїланду і Лаосу.
- Південно-Східний район відділений від іншої частини країни горами Санкампхенґ на півночі і річкою Бангпаконґ на заході. Тут випадає багато атмосферних опадів, в минулому були поширені густі вологі тропічні ліси.
- Перешийок Кра до кордону з Малайзією. Центральний гірський ланцюг, хребет Пхукет, простягається в меридіональному напрямі, розділяє дві прибережні рівнини: вузьку, переривисту на заході і ширшу на сході.

Регіони Таїланду

### Українською
- Атлас світу / голов. ред. І. С. Руденко ; зав. ред. В. В. Радченко ; відп. ред. О. В. Вакуленко. — К. : ДНВП «Картографія», 2005. — 336 с. — ISBN 9666315467.
- Атлас. 7 клас. Географія материків і океанів / Укладачі О. Я. Скуратович, Н. І. Чанцева. — К. : ДНВП «Картографія», 2014.
- Бєлозоров С. Т. Географія материків. — К. : Вища школа, 1971. — 371 с.
- Барановська О. В. Фізична географія материків і океанів : навч. посіб. для студентів ВНЗ : [у 2 ч.]. — Н. : Ніжинський державний університет ім. Миколи Гоголя, 2013. — 306 с. — ISBN 978-617-527-106-3.
- Таїланд // Гірничий енциклопедичний словник : [у 3-х тт.] / за ред. В. С. Білецького. — Д. : Східний видавничий дім, 2004. — Т. 3. — 752 с. — ISBN 966-7804-78-X.
- Дубович І. А. Країнознавчий словник-довідник. — 5-те вид., перероб. і доп. — К. : Знання, 2008. — 839 с. — ISBN 978-966-346-330-8.
- Панасенко Б. Д. Фізична географія материків : навч. посіб. : в 2 ч. — В. : ЕкоБізнесЦентр, 1999. — 200 с.
- Фізична географія материків та океанів : підруч. для студ. вищ. навч. закл. : у 2 т / за ред. П. Г. Шищенка. — К. : Видавництво Київського нац. ун-т ім. Т. Шевченка, 2009. — Т. 1. : Азія. — 643 с. — ISBN 978-966-439-257-7.
- Юрківський В. М. Регіональна економічна і соціальна географія. Зарубіжні країни: Підручник. — 2-ге. — К. : Либідь, 2001. — 416 с. — ISBN 966-06-0092-5.

### Англійською
- (англ.) Graham Bateman. The Encyclopedia of World Geography. — Andromeda, 2002. — 288 с. — ISBN 1871869587.

### Російською
- (рос.) Авакян А. Б., Салтанкин В. П., Шарапов В. А. Водохранилища. — М. : Мысль, 1987. — 326 с. — (Природа мира)
- (рос.) Алисов Б. П., Берлин И. А., Михель В. М. Курс климатологии [в 3-х тт.] / под. ред. Е. С. Рубинштейна. — Л. : Гидрометиздат, 1954. — Т. 3. Климаты земного шара. — 320 с.
- (рос.) Апродов В. А. Вулканы. — М. : Мысль, 1982. — 368 с. — (Природа мира)
- (рос.) Апродов В. А. Зоны землетрясений. — М. : Мысль, 2010. — 462 с. — (Природа мира) — ISBN 978-5-244-01122-7.
- (рос.) Букштынов А. Д., Грошев Б. И., Крылов Г. В. Леса. — М. : Мысль, 1981. — 316 с. — (Природа мира)
- (рос.) Власова Т. В. Физическая география материков. С прилегающими частями океанов. Евразия, Северная Америка. — 4-е, перераб. — М. : Просвещение, 1986. — 417 с.
- (рос.) Гвоздецкий Н. А. Карст. — М. : Мысль, 1981. — 214 с. — (Природа мира)
- (рос.) Гвоздецкий Н. А., Голубчиков Ю. Н. Горы. — М. : Мысль, 1987. — 400 с. — (Природа мира)
- (рос.) Географический энциклопедический словарь: географические названия / под. ред. А. Ф. Трёшникова. — 2-е изд., доп. — М. : Советская энциклопедия, 1989. — 585 с. — ISBN 5-85270-057-6.
- (рос.) Исаченко А. Г., Шляпников А. А. Ландшафты. — М. : Мысль, 1989. — 504 с. — (Природа мира) — ISBN 5-244-00177-9.
- (рос.) Каплин П. А., Леонтьев О. К., Лукьянова С. А., Никифоров Л. Г. Берега. — М. : Мысль, 1991. — 480 с. — (Природа мира) — ISBN 5-244-00449-2.
- (рос.) Словарь современных географических названий / под общей редакцией акад. В. М. Котлякова. — Екатеринбург : У-Фактория, 2006.
- (рос.) Литвин В. М., Лымарев В. И. Острова. — М. : Мысль, 2010. — 288 с. — (Природа мира) — ISBN 978-5-244-01129-6.
- (рос.) Лобова Е. В., Хабаров А. В. Почвы. — М. : Мысль, 1983. — 304 с. — (Природа мира)
- (рос.) Максаковский В. П. Географическая картина мира. Книга I: Общая характеристика мира. — М. : Дрофа, 2008. — 495 с. — ISBN 978-5-358-05275-8.
- (рос.) Максаковский В. П. Географическая картина мира. Книга II: Региональная характеристика мира. — М. : Дрофа, 2009. — 480 с. — ISBN 978-5-358-06280-1.
- (рос.) Таїланд // Поспелов Е. М. Топонимический словарь. — М. : АСТ, 2005. — 229 с. — ISBN 5-17-016407-6.
- (рос.) Пфеффер П. Азия. — М. : Прогресс, 1982. — 316 с. — (Континенты, на которых мы живем)
- (рос.) География / под ред. проф. А. П. Горкина. — М. : Росмэн-Пресс, 2006. — 624 с. — (Современная иллюстрированная энциклопедия) — ISBN 5-353-02443-5.
- (рос.) Физико-географический атлас мира. — М. : Академия наук СССР и Главное управление геодезии и картографии ГУГК СССР, 1964. — 298 с.
- (рос.) Энциклопедия стран мира / глав. ред. Н. А. Симония. — М. : НПО «Экономика» РАН, отделение общественных наук, 2004. — 1319 с. — ISBN 5-282-02318-0.